# HD 12661
Désignations
HD 12661 est une étoile de type spectral G6 dans la constellation du Bélier. Elle possède deux exoplanètes. Elle est située à ∼ 124 a.l. (∼ 38 pc) de la Terre et elle est 1,2 fois plus grande que le Soleil.

## Système planétaire

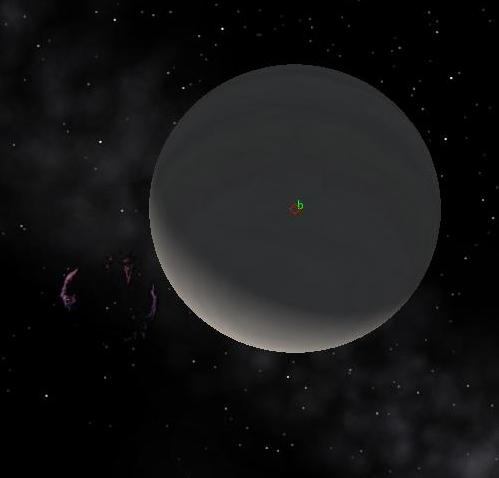
Image de l'exoplanette HD 12661 b datant du 25 décembre 2007 à 14h04min et 50 seconde.

| Planète    | Masse           | Demi-grand axe (ua) | Période orbitale (jours) | Excentricité      | Inclinaison | Rayon |
| ---------- | --------------- | ------------------- | ------------------------ | ----------------- | ----------- | ----- |
| HD 12661 b | >2,30 ± 0,19 MJ | 0,831 ± 0,048       | 262,709 ± 0,083          | 0,376 8 ± 0,007 7 |             |       |
| HD 12661 c | >1,92 ± 0,16 MJ | 2,90 ± 0,17         | 1 708 ± 14               | 0,031 ± 0,022     |             |       |

### HD 12661 b
HD 12661 b est une géante gazeuse deux fois et demi plus grande que Jupiter. Découverte en 2000, elle possède une orbite excentrique à l'intérieur de la zone habitable, ce qui signifie si elle possède des satellites naturels dotés d'une atmosphère, ils pourraient abriter la vie.

### HD 12661 c
HD 12661 c est une géante gazeuse découverte en 2002 et qui une fois et demi la taille de Jupiter. Elle aussi possède une orbite excentrique  mais qui ne l'amène qu'à proximité de la zone habitale.